# Paul Giacobbi (homme politique, 1896-1951)
Pour les articles homonymes, voir Giacobbi et Paul Giacobbi.
Paul Joseph Marie Giacobbi, né le 18 mars 1896 à Venaco (Corse) et mort le 4 avril 1951 à Neuilly-sur-Seine, est un homme politique français.
Paul Joseph Marie Giacobbi est le fils de Marius Giacobbi, député et sénateur de Corse, le père de François Giacobbi, député de Corse et sous-secrétaire d'État dans les années 1950, et le grand-père de Paul Giacobbi, ancien président du conseil exécutif de Corse de 2010 à 2015 et député de Haute-Corse de 2002 à 2017.

## Carrière politique
Membre du Parti radical, Paul Joseph Marie Giacobbi est élu maire de sa commune natale en février 1922. C'est alors le plus jeune édile de France. Il devient conseiller général en 1925, puis sénateur en 1939 jusqu'en 1945. Au Sénat, il fait partie de plusieurs commissions, notamment celle de la législation. Il vote contre les pleins pouvoirs à Philippe Pétain le 10 juillet 1940.
Maire de Venaco, il est destitué par le gouvernement de Vichy. Il participe à la libération de son île natale dont il préside le Conseil général de 1945 à 1951.
Membre de l'Assemblée consultative provisoire siégeant à Alger jusqu'en juillet 1944, il est élu député radical-socialiste, puis RPF, de la Corse de 1945 à 1951, il est ministre à plusieurs reprises sous la IVe République et président de l’intergroupe RPF de 1947 à 1949.
En tant que ministre des Colonies, il donne pour consigne de ne pas reconnaître les résistants issus des colonies antillaises comme des résistants à part entière, redoutant d'eux d'éventuelles velléités indépendantistes. C’est également lui qui est en poste au moment du massacre de Thiaroye et qui prend la décision de couvrir les militaires responsables, dont le général Marcel Dagnan et le général Yves de Boisboissel

## Fonctions gouvernementales
- Commissaire à la Production et au Ravitaillement du gouvernement Charles de Gaulle (1) (du 26 août au 4 septembre 1944)
- Ministre du Ravitaillement du gouvernement Charles de Gaulle (1) (du 4 septembre au 16 novembre 1944)
- Ministre des Colonies du gouvernement Charles de Gaulle (1) (du 16 novembre 1944 au 21 novembre 1945)
- Ministre de l'Éducation nationale du gouvernement Charles de Gaulle (2) (du 21 novembre 1945 au 26 janvier 1946)
- Ministre d'État chargé de la Fonction publique et de la Réforme administrative du gouvernement Henri Queuille (2) (du 2 au 12 juillet 1950)
- Ministre sans portefeuille du gouvernement René Pleven (1) (du 12 juillet 1950 au 10 mars 1951)